# Mikołaj Czyżewski
Mikołaj Czyżewski (ur. 1 października 1890 w Hadziaczu, zm. 1 grudnia 1954 w Krakowie) – polski metalurg, profesor Akademii Górniczo-Hutniczej w Krakowie. 

## Życiorys
Urodził się w rodzinie Pawła (zm. 1925), urzędnika, i Zofii z Rubisów. W 1910 ukończył gimnazjum w Kijowie. Studiował na Wydziale Chemii Kijowskiego Instytutu Politechnicznego i w 1915  uzyskał absolutorium, jednakże wybuch I wojny światowej nie pozwolił na ukończenie studiów. W latach 1914–1917 służył w wojsku rosyjskim, w latach 1917–1921 w armii Ukraińskiej Republiki Ludowej. Później wyemigrował do Polski. W 1924 roku rozpoczął studia na Wydziale Hutniczym Akademii Górniczej. W 1928 roku zdał egzamin dyplomowy i uzyskał stopień inżyniera metalurga. Od 1 października 1923 roku, funkcję zastępcy asystenta w Zakładzie Opałoznawstwa Wydziału Hutniczego. W 1929 roku został powołany na stanowisko młodszego asystenta. W 1933 roku uzyskał obywatelstwo polskie. W 1934 roku na Wydziale Hutniczym AG otrzymał stopień doktora nauk technicznych. W 1935 roku habilitował się i został docentem koksownictwa oraz technologii ciepła i paliwa. 
6 listopada 1939 roku aresztowany podczas akcji Sonderaktion Krakau, został szybko zwolniony jako przyznający się do narodowości ukraińskiej. Podczas okupacji niemieckiej przebywał w Krakowie i od 1940 roku wykładał w Państwowej Szkole Technicznej Górniczo-Hutniczo-Mierniczej. 
W 1945 roku zorganizował w AGH Katedrę Odlewnictwa, zostając w 1946 roku jej pierwszym profesorem nadzwyczajnym. W latach 1951–1953 był dziekanem Wydziału Odlewnictwa. 
Był członkiem Stowarzyszenia Naukowo-Technicznego Odlewników Polskich, a po przekształceniu go w 1951 w Stowarzyszenie Techników Odlewników Polskich jego prezesem do końca życia. Należał do kolegium redakcyjnego „Przeglądu Odlewnictwa”. 
Autor prac z dziedziny koksownictwa i odlewnictwa, między innymi pracy Skład i własności koksów górnośląskich. Czyżewski przyczynił się do modernizacji odlewni w Polsce.
Zmarł w Krakowie, pochowany 4 grudnia 1954 roku na cmentarzu Rakowickim (kwatera XXXVII-4-9).

## Ordery i odznaczenia
- Złoty Krzyż Zasługi (28 września1954)[1]

## Nagrody
- Nagroda Państwowa III stopnia (zespołowa) za prace związane z otrzymywaniem wysokojakościowego żeliwa modyfikowanego (1951)[3]
- Nagroda Państwowa III stopnia za osiągnięcia w dziedzinie teorii pracy żeliwiaka (1952)[7]

## Upamiętnienie
4 maja 1958 roku w gmachu podgórskim Wydziału Odlewnictwa AGH uroczyście odsłonięto pamiątkową tablicę ku czci prof. Mikołaja Czyżewskiego, ufundowaną przez Stowarzyszenie Techniczne Odlewników Polskich, a  wykonaną przez artystę rzeźbiarza Józefa Galicę. Od 1974 roku tablica ta znajduje się w nowej siedzibie Wydziału Odlewnictwa przy ul. Reymonta 23.